# Kirkmichael (South Ayrshire)
Kirkmichael ist eine Ortschaft in der schottischen Council Area South Ayrshire beziehungsweise in der traditionellen Grafschaft Ayrshire. Sie liegt rund elf Kilometer südlich von Ayr und 18 Kilometer nordöstlich von Girvan an dem Bach Dyrock Burn.

## Geschichte
Der Ortsname leitet sich von einer Michaeliskirche am Standort ab. Diese unterstellte der schottische König Robert the Bruce im Jahre 1325 der Whithorn Priory. Die heutige Kirkmichael Parish Church entstand 1787 am selben Standort. Mit Ausnahme historischer Grabsteine sind keine Überreste der mittelalterlichen Kirche mehr vorhanden.
Südöstlich befand sich seit dem 16. Jahrhundert das Tower House Cloncaird Castle. Es wurde in den 1810er Jahren zu einem Herrenhaus erweitert und diente später als Pflegeheim und Schule. Aus dem späten 16. oder frühen 17. Jahrhundert stammt das am Südrand von Kirkmichael gelegene Kirkmichael House. Das Herrenhaus geht ebenfalls auf ein Tower House zurück. Vermutlich 1762 wurde der Taubenturm von Kirkmichael erbaut. Heute ist das Bauwerk als Denkmal der höchsten Kategorie A klassifiziert.
Während zwischen 1861 und 1891 die Einwohnerzahl Kirkmichael sukzessive von 463 auf 310 abnahm, wurden im Rahmen der Zensuserhebung 1991 647 Einwohner in der Ortschaft gezählt.

## Verkehr
Kirkmichael ist an der B7045 gelegen. Sie schließt die Ortschaft im westlich gelegenen Maybole an die A77 (Glasgow–Portpatrick) an. Im Osten ist innerhalb von neun Kilometern die von Ayr nach Castle Douglas führende A713 erreichbar.

## Persönlichkeiten
- John McCosh (1805–1885), Militär-Chirurg, Amateur-Fotograf und Schriftsteller